# Большой Чабис
Большой Чабис, Большой Чабес — река в России, протекает в Гайнском районе Пермского края и Корткеросском районе Республики Коми. Устье реки находится в 200 км по правому берегу реки Весляны. Длина реки составляет 21 км.
Исток реки в лесах на территории Пермского края неподалёку от границы с Республикой Коми в 6 км к юго-западу от посёлка Чабис. Исток находится на водоразделе Волги и Северной Двины, рядом с истоком Большого Чабиса находится исток реки Косвож (бассейн Локчима).
Река в верховьях течёт на северо-восток, вскоре после истока втекает в Республику Коми, где на реке стоит посёлок Чабис. Ниже посёлка река меняет направление течения на юго-восточное и вновь возвращается в Пермский край. Впадает в Весляну в 13 км к северо-востоку от посёлка Керос (Усть-Черновское сельское поселение).

## Данные водного реестра
По данным государственного водного реестра России относится к Камскому бассейновому округу, водохозяйственный участок реки — Кама от истока до водомерного поста у села Бондюг, речной подбассейн реки — бассейны притоков Камы до впадения Белой. Речной бассейн реки — Кама.
Код объекта в государственном водном реестре — 10010100112111100001495.